# Vzdušné sily Slovenskej republiky
Vzdušné sily Slovenskej republiky, abbreviabile VSSR, (tradotto dal slovacco Forze aeree della Repubblica slovacca, e anche conosciuta internazionalmente con la dizione in inglese Slovak Air Force, spesso abbreviata in SAF) è l'attuale aeronautica militare della Slovacchia ed è parte integrante delle forze armate slovacche.

## Storia
A seguito delle vicende sociopolitiche iniziate con la Rivoluzione di velluto, la Cecoslovacchia rovesciò nei primi anni novanta il regime comunista al potere dal dopoguerra istituendo per breve tempo la Repubblica Federale Ceca e Slovacca.
Dal 1º gennaio 1993 il paese si divise in due nuove identità nazionali dando origine alle attuali Repubblica Ceca ed alla Slovacchia. Nel nuovo assetto politico le due nazioni istituirono anche delle forze armate indipendenti con la conseguente costituzione della Letectva a Protivzdu Obrany-snej Slovenskej (LPVOS), ossia l'allora designazione dell'aeronautica militare del paese, il cui comando è sulla base aerea di Sliač.
La LPVOS, appena dopo la dissoluzione della Cecoslovacchia, era inizialmente equipaggiata con un buon numero di aeromobili di vario tipo, tutti ereditati dall'ex Češkoslovenske Vojenske Letectvo, in un rapporto di circa 2:1 in favore della Repubblica Ceca, con le uniche eccezioni nei caccia Mikoyan-Gurevich MiG-23, acquisiti esclusivamente dalla forza aerea ceca, e i Mikoyan-Gurevich MiG-29, equamente divisi tra le due nazioni. Inizialmente le basi aeree slovacche risultavano sottodimensionate per gestire il parco velivoli trasferito dalla Repubblica ceca per cui si rese necessaria da parte del governo slovacco un notevole investimento economico indirizzato all'espansione e all'adeguamento delle infrastrutture atte a ricevere personale e aeromobili della nuova forza aerea.
Ben presto per motivi di praticità, di economia e di integrazione con i criteri dell'Alleanza Atlantica, la LPVOS si vide costretta a radiare diverse macchine, specialmente dei tipi più anziani. Dal 1º marzo 1995 si ebbe un ulteriore avvicinamento agli standard occidentali nella struttura ed organizzazione dei reparti abbandonando l'impostazione ereditata dalla sovietica Sovetskie Voenno-vozdušnye sily per passare ad una struttura basata su stormi e gruppi.
Negli anni seguenti vennero progressivamente messi a terra e successivamente radiati gli addestratori intermedi Aero L-29 Delfin, i caccia-bombardieri Sukhoi Su-22M-4 "Fitter-K" (alcuni esemplari sono stati rivenduti alla Força Aérea Popular de Angola y Defesa Aérea y Antiaérea) e gli aerei da attacco Sukhoi Su-25 "Frogfoot", di questi ultimi alcuni esemplari sono stati ceduti alla Hayastani R'azmao'dayin Owjher dell'Armenia.
Il 1º gennaio 2002 la designazione ufficiale della forza aerea slovacca mutò dalla precedente LPVOS assumendo l'attuale Velitelstvo Vzdušnych Sil (VVzS) ed il 29 marzo 2004 Bratislava, in occasione del quinto allargamento, è entrata a far parte della NATO assieme alle aeronautiche militari di Estonia, Lettonia, Lituania, Romania e Slovenia, assumendo anche la denominazione internazionale in lingua inglese di Slovak Air Force. Lo stesso anno vennero sciolte l'Accademia aeronautica e la pattuglia acrobatica nazionale Biele Albatrosy (quest'ultima essenzialmente per motivi economici), entrambe con sede a Košice".
Dopo l'incidente accaduto il 19 gennaio 2006 ad un biturbina da trasporto Antonov An-24 Coke, in cui perirono tutti i membri dell'equipaggio e i passeggeri (solamente uno sopravvisse), il ministero della difesa slovacco ha compiuto notevoli sforzi per migliorare la sicurezza dei suoi mezzi ed adeguarli agli standard occidentali.
La componente da difesa aerea si basa oggi essenzialmente su di una sola macchina, il Mikoyan-Gurevich MiG-29. Anche se all'inizio fosse stato previsto di aggiornare tutti il parco aerei ereditati dalla ex-forza aerea cecoslovacca, solamente gli esemplari di più recente costruzione russa sono stati rimodernati. La loro vita utile è stata portata fino al 2015 e si tratta di dieci MiG-29A (ridesignati Mig-29AS) e due MiG-29UB (ridesignati MiG-29UBS).
Per quanto concerne gli aerei da trasporto la Slovak Air Force, dopo aver esaminato l'Alenia C-27J Spartan, il CASA C-295 e il Lockheed-Martin C-130J Hercules II, ha deciso che il nuovo velivolo che riequipaggerà il reparto da trasporto sarà il cargo militare italiano C-27J Spartan, ordinato in 2 esemplari.

## Basi aeree
Tre sono le principali basi aeree delle Vzdušné sily Slovenskej republiky, quella di Sliač, di Prešov e di Malacky. Poi ci sono due basi aeree minori e sono quelle ubicate sugli aeroporti di Zvolen e di Nitra. Alla base aerea di Malacky è annesso un poligono di tiro sul quale si addestrano anche altre forze aeree della NATO.

## Aeromobili in uso
Sezione aggiornata annualmente in base al World Air Force di Flightglobal del corrente anno. Tale dossier non contempla UAV, aerei da trasporto VIP ed eventuali incidenti accorsi durante l'anno della sua pubblicazione. Modifiche giornaliere o mensili che potrebbero portare a discordanze nel tipo di modelli in servizio e nel loro numero rispetto a WAF, vengono apportate in base a siti specializzati, periodici mensili e bimestrali. Tali modifiche vengono apportate onde rendere quanto più aggiornata la tabella.
| Aeromobile                      | Origine        | Tipo                                              | Versione (denominazione locale)           | In servizio (2024) | Note | Immagine |
| Aerei da combattimento          |                |                                                   |                                           |                    | |          |
| Lockheed Martin F-16 Viper      | Stati Uniti    | cacciabombardiereconversione operativa            | F-16C Block 70F-16D Block 72              | 41                 | L'11 luglio 2018 il governo slovacco ha annunciato di aver accettato la proposta di Lockheed Martin per 14 F-16V Block 70/72. Il 12 dicembre 2018, il governo slovacco ha firmato un contratto di approvvigionamento di 1,6 miliardi di euro (1,8 miliardi di dollari) con il Dipartimento della Difesa statunitense (DoD) per 14 F-16C/D Block 70/72 suddivisi in 12 monoposto e 2 biposto. I primi due esemplari (un monoposto ed un biposto) sono stati presi in consegna negli Stati Uniti il 10 gennaio 2024. I primi due aerei (due F-16C block 70 monoposto, in quanto il biposto è stato lasciato negli USA) sono arrivati in Slovacchia il 22 luglio dello stesso anno. Ulteriori due F-16C block 70 consegnati il 1 aprile 2025. |          |
| Aerei da trasporto              |                |                                                   |                                           |                    | |          |
| Let L-410 Turbolet              | Rep. Ceca      | aereo da trasportoaereo da addestramento          | L-410UVP-TL-410FGL-410UVP-E14L-410UVP-E20 | 6                  | Impiegati per trasporto leggero, fotogrammetria, lancio paracadutisti, trasporto VIP. Acquisiti tra il 2009 e il 2013. |          |
| Leonardo Velivoli C-27J Spartan | Italia         | aereo da trasporto                                | C-27J                                     | 2                  | 2 esemplari ordinati nel 2014, e consegnati all'aprile 2018. |          |
| Airbus A319                     | Unione europea | aereo da trasporto VIP                            | A319-115CJ                                | 2                  | 2 A319-115CJ consegnati ed in carico allo Slovak Government Flight Service. |          |
| Fokker F100                     | Paesi Bassi    | aereo da trasporto VIP                            | F100-M                                    | 1                  | 2 F100-M consegnati ed in carico allo Slovak Government Flight Service, uno dei quali ritirato dal servizio l'11 febbraio 2025. |          |
| Bombardier Global 5000          | Canada         | aereo da trasporto VIP                            | Global 5000                               | 2                  | 2 Global 5000 ordinati a fine 2024 per lo Slovak Government Flight Service, con il primo esemplare consegnato il 17 febbraio 2025. Secondo esemplare consegnato il 5 aprile 2025. |          |
| Embraer C-390 Millennium        | Brasile        | aereo da trasporto                                | C-390M                                    | 0                  | 3 C-390M selezionati il 10 dicembre 2024. |          |
| Aerei da addestramento          |                |                                                   |                                           |                    | |          |
| Aero L-39 Albatros              | Rep. Ceca      | aereo da addestramento                            | L-39ZAML-39CM                             | 9                  | |          |
| Elicotteri                      |                |                                                   |                                           |                    | |          |
| Sikorsky UH-60 Blackhawk        | Stati Uniti    | elicottero multiruolo                             | UH-60MUH-60L                              | 90                 | 9 UH-60M ordinati. 12 UH-60L acquistati di seconda mano a dicembre 2024, saranno modernizzati da ACE Aeronautics LLC. |          |
| Mil Mi-2 Hoplite                | Russia         | elicottero da addestramento                       | Mi-2A                                     | 1                  | 1 Mi-2 è stato ceduto all'Ucraina nel giugno del 2022. |          |
| Mil Mi-17 Hip                   | Russia         | elicottero da trasporto ricerca e soccorso SIGINT | Mi-17MMi-17 LZPS                          | 9                  | Acquisiti in origine 18 tra il 1987 e 1988. 4 Mi-17M sono stati ceduti all'Ucraina nel luglio 2022. In fase di sostituzione dal 2017 con gli UH-60M. |          |

## Aeromobili ritirati

### Addestramento
- Aero L-29 Delfin

### Caccia/bombardieri
- Mikoyan-Gurevich MiG-29AS/UBS Fulcrum - 12 esemplari (1993-2022)[29][30][7][31][32][33][34]
- Mikoyan-Gurevich MiG-21
- Sukhoi Su-22M-4 Fitter-K
- Sukhoi Su-25 Frogfoot

### Trasporto
- Antonov An-24 Coke
- Antonov An-26 Curl

### Elicotteri
- Mi-24